# التینیایلا، سیواس
التینیایلا، سیواس (به لاتین: Altınyayla, Sivas) یک منطقهٔ مسکونی در ترکیه است که در استان سیواس واقع شده‌است.